# The Virginian (film, 1914)
Pour les articles homonymes, voir The Virginian.
Pour plus de détails, voir Fiche technique et Distribution.
The Virginian est un western américain réalisé par Cecil B. DeMille, sorti en 1914 avec Dustin Farnum. Le film est adapté du roman du même titre d'Owen Wister.

## Fiche technique
- Titre original : The Virginian
- Réalisation : Cecil B. DeMille
- Scénario : Kirk La Shelle (D'après le roman d'Owen Wister)
- Production : Jesse L. Lasky Feature Play Company
- Distribution : Paramount Pictures
- Photographie : Alvin Wyckoff
- Montage : Cecil B. DeMille et Mamie Wagner
- Pays d'origine :  États-Unis
- Format : Noir et blanc - silencieux - 1.33:1
- Genre : Western
- Durée : 50 minutes
- Date de sortie : 
  -  États-Unis : 7 septembre 1914

## Distribution
- Dustin Farnum : The Virginian

La liste suivante contient les apparitions non créditées au générique :
- Horace B. Carpenter
- Sydney Deane
- Cecilia de Mille
- Tex Driscoll
- William Elmer
- James Griswold
- Jack W. Johnston
- Anita King
- Winifred Kingston
- Dick La Reno
- Mrs. Lewis McCord
- Monroe Salisbury
- Russell Simpson
- Hosea Steelman